# Campeonato Sul-Mato-Grossense 1981
In 1981 werd het derde Campeonato Sul-Mato-Grossense gespeeld voor clubs uit de Braziliaanse staat Mato Grosso do Sul. De competitie werd georganiseerd door de Federação de Futebol de Mato Grosso do Sul en werd gespeeld van 19 juli tot 2 december. Operário de Campo Grande werd kampioen.

## Eerste toernooi

### Eerste fase
| Plaats | Club         | Wed. | W | G | V | Saldo | Ptn. |
| ------ | ------------ | ---- | - | - | - | ----- | ---- |
| 1.     | Operário     | 4    | 4 | 0 | 0 | 6:2   | 8    |
| 2.     | Comercial    | 4    | 3 | 0 | 1 | 8:1   | 6    |
| 3.     | Corumbaense  | 4    | 2 | 0 | 2 | 5:5   | 4    |
| 4.     | Aquidauana   | 4    | 1 | 0 | 3 | 4:9   | 2    |
| 5.     | Taveirópolis | 4    | 0 | 0 | 4 | 2:8   | 0    |

|  | Geplaatst voor finale eerste toernooi |

### Finale
De winnaar kwalificeert zich voor de finaleronde en krijgt daar één bonuspunt. 
|                              |           |       |          |  |
| 23 augustus Eerste wedstrijd | Comercial | 2 – 1 | Operário |  |
| 23 augustus Eerste wedstrijd |           |       |          |  |

|                              |          |       |           |  |
| 26 augustus Tweede wedstrijd | Operário | 1 – 0 | Comercial |  |
| 26 augustus Tweede wedstrijd |          |       |           |  |

|                             |           |       |          |  |
| 30 augustus Derde wedstrijd | Comercial | 2 – 0 | Operário |  |
| 30 augustus Derde wedstrijd |           |       |          |  |

## Tweede toernooi

### Eerste fase
| Plaats | Club         | Wed. | W | G | V | Saldo | Ptn. |
| ------ | ------------ | ---- | - | - | - | ----- | ---- |
| 1.     | Operário     | 4    | 3 | 1 | 0 | 17:0  | 7    |
| 2.     | Comercial    | 4    | 2 | 1 | 1 | 6:4   | 5    |
| 3.     | Corumbaense  | 4    | 1 | 2 | 1 | 4:3   | 4    |
| 4.     | Taveirópolis | 4    | 0 | 3 | 1 | 1:7   | 3    |
| 5.     | Aquidauana   | 4    | 0 | 1 | 3 | 0:14  | 1    |

|  | Geplaatst voor finale tweede toernooi |

### Finale
De winnaar kwalificeert zich voor de finaleronde en krijgt daar één bonuspunt. 
|                 |           |       |          |  |
| 11 oktober Heen | Comercial | 1 – 4 | Operário |  |
| 11 oktober Heen |           |       |          |  |

|                  |          |       |           |  |
| 18 oktober Terug | Operário | 3 – 1 | Comercial |  |
| 18 oktober Terug |          |       |           |  |

## Totaalstand
| Plaats | Club         | Wed. | W | G | V | Saldo | Ptn. |
| ------ | ------------ | ---- | - | - | - | ----- | ---- |
| 1.     | Operário     | 8    | 7 | 1 | 0 | 23:2  | 15   |
| 2.     | Comercial    | 8    | 5 | 1 | 1 | 14:5  | 11   |
| 3.     | Corumbaense  | 8    | 3 | 2 | 3 | 9:8   | 8    |
| 4.     | Taveirópolis | 8    | 0 | 3 | 5 | 3:15  | 3    |
| 5.     | Aquidauana   | 8    | 1 | 1 | 6 | 4:23  | 3    |

|  | Geplaatst voor finaleronde als toernooiwinnaar, krijgt bonuspunt in finaleronde |
|  | Geplaatst voor finaleronde als beste niet-winnaar                               |

## Finaleronde
| Plaats | Club        | Wed. | W | G | V | Saldo | Ptn. |
| ------ | ----------- | ---- | - | - | - | ----- | ---- |
| 1.     | Comercial   | 4    | 2 | 2 | 0 | 9:3   | 7    |
| 2.     | Operário    | 4    | 2 | 2 | 0 | 8:4   | 7    |
| 3.     | Corumbaense | 4    | 0 | 0 | 4 | 3:13  | 0    |

|  | Finale om de titel |

### Finale
|                  |          |       |           |  |
| 2 oktober Finale | Operário | 2 – 1 | Comercial |  |
| 2 oktober Finale |          |       |           |  |

### Kampioen
| Campeonato Sul-Mato-Grossense de 1981 |
| Mato Grosso do Sul                    |
| ------------------------------------- |
| OPERÁRIO Kampioen (3° titel)          |